# L'Idole et le Fléau
L'Idole et le Fléau est une série de bande dessinée de science-fiction uchronique créée par le scénariste Laurent-Frédéric Bollée et le dessinateur croate Igor Kordey, prévue en quatre tomes, éditée par 12 bis, dont le premier est sorti le 30 avril 2009. L'histoire est restée inachevée après la publication de 2 tomes.

## Synopsis
C'est le 18 juin 2012 que le fléau a commencé. Ce jour-là, des milliers d'enfants sont morts, sans explication, leur cœur cessant tout simplement de battre. Les jours suivants, le phénomène a continué et on s'est aperçu que plus aucun enfant ne pouvait vivre au-delà de ses 2309 premiers jours, ce qui correspond à environ 6 ans, 3 mois et 27 jours. Aucune explication scientifique, aucun vaccin, juste un fléau soudain et amené à faire disparaître l'humanité d'ici 80 ans maximum ! Le monde, bien évidemment, a été radicalement changé à partir de ce moment...
En 2025, un attentat a lieu à Adélaïde, Australie. Par un enchaînement de circonstances, quelques faits méconnus vont ressurgir et pourrait bien expliquer le fléau ?...

## Histoire

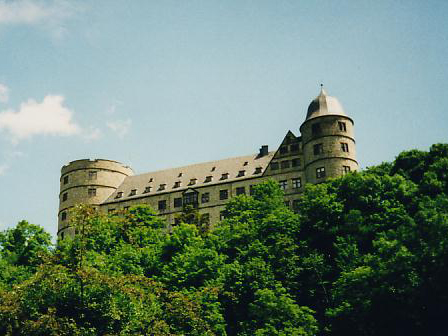
Les auteurs se sont inspirés du château de Wewelsburg pour le besoin de l'histoire de la série L'Idole & le Fléau.

En juin 1935, bientôt minuit, au château de Wewelsburg occupé par des nazis dans le nord-est de la Rhénanie-du-Nord-Westphalie de l'Allemagne, un savant allemand découvre de sa lunette astronomique une conjoncture de planètes inouïe. Au même moment, même lieu, Heinrich Himmler reçoit Markus lui apportant un colis bien enveloppé : c'est le fameux miroir d’Al’Arghuz, le réceptacle des âmes perdues de l'ancienne civilisation secrète et ancestrale du Nil, tant attendu pour la cérémonie qui vient déjà de commencer. Ce dernier arrivant est instantanément tiré par balle sur la tête arrière afin qu'il ne puisse pas survivre à une telle révélation. Herr Himmler monte ce trésor dans la salle du rite où se trouve le Maître qui, entouré de onze fidèles culte de Mokta ainsi que des femmes éventrées ligotées du haut du plafond, l'ordonne de l'apporter en silence et d'observer. L'invocation magique commence... jusqu'à ce qu'une force lumineuse ne sorte du miroir provoquant l'aveuglement et le mal à tête aux adeptes. En même temps, Herr Himmler aperçoit quelque chose par terre, et ce n'est pas quelque chose...
Nous sommes en décembre 2025, et une forte explosion s'éclate soudain dans les rues d'Adélaïde, en Australie, qui fait de nombreux morts et de blessés. Le jeune inspecteur Andy Greene qui vient d'entendre le bruit sourd de cette explosion s'est levé précipitamment de son siège à la vitrine qui donne la vue sur des rives du fleuve Torrens. Il voit la grosse fumée monter vers le ciel. Un nouvel attentat sur cette ville tranquille touchée comme partout par le syndrome qui menace la pérennité de l’humanité...
L’inspecteur, durant l’enquête, a trouvé une piste qui pourrait bien l'expliquer... ce fameux syndrome 6/3/27.

## Commentaires
« Syndrome 6/3/27, parce que plus aucun enfant sur Terre ne vit au-delà de ses six ans, trois mois et vingt-sept jours depuis le fameux 18 juin 2012... Encore une invention des médias ! En fait, plus aucun être humain ne vit au-delà de 2309 jours ! C'est cela, la vraie notion scientifique ! »

— Docteur François (personnage fictif), en mai 2013.
L'Idole & le Fléau ressemble un comic book à l'européenne bien que le dessinateur Igor Kordey et le coloriste Len O'Grady aient beaucoup travaillé sur les super-héros aux États-Unis.
Cette série n'est pas sans rappeler le roman de science-fiction dystopique Les Fils de l'homme de P.D. James qu'avait inspiré Laurent-Frédéric Bollée même s'il a pris une direction de base différente : ce n'est pas qu'il n'y a plus de naissances sur Terre, c'est que les enfants ne vivent plus au-delà de leur 2309e jour d'existence.
Les premières pages sur le passé nazi seraient inspirées une petite partie du roman Le Maître du Haut Château de Philip K. Dick sauf que l'histoire se montre complètement différente : il s'agit de l'uchronie.

### Histoire de publication
Laurent-Frédéric a proposé le projet L'Idole & le Fléau aux éditions 12 bis en septembre 2007 et s'est déjà intéressé au travail d'Igor Kordey sur L'Histoire secrète avec le scénariste Jean-Pierre Pécau ainsi que Leonard "Len" O'Grady, coloriste irlandais habituel d'Igor Kordey notamment sur L'Histoire secrète.

« Assez vite, Igor Kordey a été sur le coup et c'est évidemment une grande fierté pour moi d'avoir travaillé avec lui. J'ai souvent discuté, par mail ou par téléphone, en anglais bien sûr, avec Igor ces derniers mois et je dois dire que c'est un auteur exigeant, mais qui a une vision très pertinente de la BD et de ce qu'il veut faire. Sur ce projet, il m'a à un moment donné poussé dans mes derniers retranchements et m'a forcé à trouver une autre solution à un problème qui lui semblait insoluble. Et même si sur le moment j'ai pu trouver qu'il ergotait, je reconnais aujourd'hui qu'il avait raison et le projet, tel qu'il se présente aujourd'hui, est bien meilleur que la première version. »

— Laurent-Frédéric Bollée sur son LFB - LE BLOG !.
Igor Kordey a fini ses dessins le 9 mars et les envoie par le courrier électronique à Laurent-Frédéric Bollée.
Le 24 mars, le scénariste rend visite chez 12 bis pour relire les épreuves du premier tome qui paraît le 30 avril dans les librairies.
En novembre 2010, le scénariste annonce sur son blog que l'éditeur abandonne la publication de la série face à la défection d'Igor Kordey.

## Personnages
- Andy Greene, un inspecteur de police australien.
- John, le chef d'Andy Greene.
- Docteur François, un médecin français.
- Docteur Meredith, un médecin américain.
- Youss, l'un des plus jeunes sur Terre.

## Personnage réels

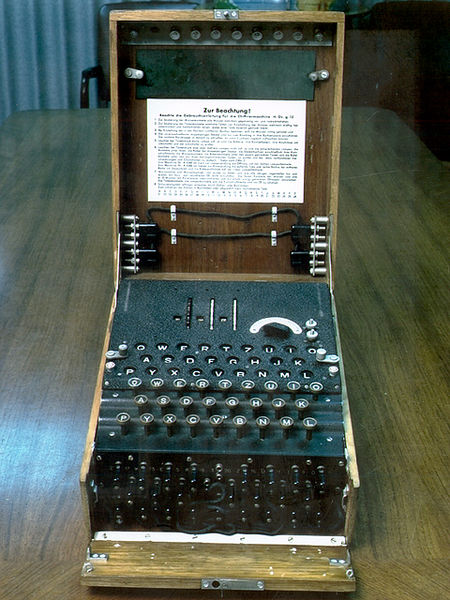
Enigma, une machine de chiffrement électromécanique à cylindres, dont Ian Fleming va se servir pour son projet dOperation Ruthless

- Ian Fleming, l'assistant britannique de l'amiral John Godfrey qui a imaginé le projet d'Opération Ruthless.
- Alan Turing, un mathématicien britannique qui a dirigé les recherches sur les codes secrets générés par la machine Enigma utilisée par les nazis.
- John Godfrey, un directeur des Services Secrets de la Marine Britannique.
- Heinrich Himmler, le maître absolu de la Schutzstaffel-Reichsführer.
- Carl Sagan[1], un scientifique et astronome américain.
- Cole Porter[1]
- Mike Mignola[1]

## Albums
| No | Titre              | Dépôt légal | ISBN                     | Notes |
| -- | ------------------ | ----------- | ------------------------ | ----- |
| 1  | Syndrome 6/3/27    | avril 2009  | (ISBN 978-2-356-48046-0) |       |
| 2  | Operation Ruthless | avril 2010  | (ISBN 978-2-3564-8115-3) |       |

### Documentation
- Henri Filippini, « L'Idole et le fkéau, t. 1 : 2309 jours à vivre », dBD, no 33,‎ juin 2009, p. 83.